# Kilfläckstryckare
Kilfläckstryckare (Rhinecanthus rectangulus) är en fiskart som lever kring rev i Stilla havet upp till södra Japan och Indiska oceanen. Arten beskrevs först av Bloch och Schneider 1801. Kilfläckstryckare ingår i släktet Rhinecanthus och familjen tryckarfiskar. Inga underarter finns listade i Catalogue of Life.
Det hawaiiska namnet för fisken är humuhumunukunukuāpuaʻa.